# Dipturus polyommata
Dipturus polyommata  (лат.) — вид хрящевых рыб семейства ромбовых скатов отряда скатообразных. Обитают в субтропических водах центрально-западной части Тихого океана между 18° ю. ш. и 28° ю. ш. Встречаются на глубине до 320 м. Их крупные, уплощённые грудные плавники образуют диск в виде ромба со удлинённым и заострённым рылом. Максимальная зарегистрированная длина 38 см. Откладывают яйца.

## Таксономия
Впервые вид был научно описан в 1910 году. Лектотип представляет собой особь длиной 21,2 см, пойманную у берегов Квинсленда на глубине 135 м. Видовой эпитет происходит от слов др.-греч. πολύ — «много» и др.-греч. ὄμμα — «глаз» и связан с окраской скатов. 

## Ареал
Эти батидемерсальные скаты являются эндемиками вод Австралии (Квинсленд). Встречаются на внешнем крае континентального шельфа и в верхней части материкового склона на глубине от 135 до 320 м.

## Описание
Широкие и плоские грудные плавники этих скатов образуют ромбический диск с округлым рылом и закруглёнными краями. На вентральной стороне диска расположены 5 жаберных щелей, ноздри и рот. На длинном хвосте имеются латеральные складки. У этих скатов 2 редуцированных спинных плавника и редуцированный хвостовой плавник. Дорсальная поверхность розовато-коричневая или серовато-коричневая, неравномерно покрыта тёмными пятнышками со светлыми краями. Вентральная поверхность бледная, иногда имеются тёмные области вокруг рта и в центре диска. Дорсальные плавники ровного коричневого цвета. Ширина диска превосходит длину. Рыло короткое или средней длины. Тонкий приплюснутый хвост средней длины. На затылке имеется небольшой шип. Передний край диска у взрослых самцов покрыт шипиками. Максимальная зарегистрированная длина 38 см.

## Биология
Подобно прочим ромбовым эти скаты откладывают по паре яиц, заключённых в жёсткую роговую капсулу с выступами на концах. Эмбрионы питаются исключительно желтком. Рацион взрослых особей состоит из костистых рыб и беспозвоночных. Самцы и самки достигают половой зрелости при длине 27,8 см и 30,5 см в возрасте 4 и 5,1 лет соответственно. Продолжительность жизни оценивается в 10 лет. Длительность поколения 7,5 лет. Пик репродуктивного сезона совпадает с сезоном дождей. Длина при вылуплении из яйца 8,9—11,1. Молодые скаты начинают кормиться при длине 9,8—10 см.

## Взаимодействие с человеком
Не являются объектом целевого промысла. Могут попадаться в качестве прилова. Международный союз охраны природы присвоил виду охранный статус «Вызывающий наименьшие опасения».